# Serica tongluana
Serica tongluana är en skalbaggsart som beskrevs av Ahrens 1999. Serica tongluana ingår i släktet Serica och familjen Melolonthidae. Inga underarter finns listade i Catalogue of Life.